# Oberschwabenschau Ravensburg
Die Messe Oberschwabenschau Ravensburg ist eine seit 1965 jährlich stattfindende Verbraucher- und Landwirtschaftsmesse in Ravensburg. Mit rund 600 Ausstellern und 90.000 Besuchern (Stand: 2013) ist die Oberschwabenschau die größte regionale Verbrauchermesse im Südwesten Deutschlands.
Die Messe findet an neun Tagen auf dem Messegelände der Oberschwabenhallen im Oktober statt. Zum Messeangebot gehören: Bau, Ausbau, Energietechnik, Wohnen, Einrichten, Deko, Haustechnik, Haushaltsgeräte, Kunsthandwerk, Hotel und Gastronomie, Freizeit, Hobby, Reisen, Nahrung, Genussmittel, Gesundheit, Sport, Wellness, Mode, Kosmetik, Accessoires, Landtechnik, Landwirtschaft, Baumaschinen, Dienstleistung und Information.

## Absagen
Wegen der COVID-19-Pandemie fiel die Oberschwabenschau 2020 und 2021 aus.